# Tipula (Sinotipula) shennongana
Tipula (Sinotipula) shennongana is een tweevleugelige uit de familie langpootmuggen (Tipulidae). De soort komt voor in het Palearctisch gebied.